# Walter Nägeli
Walter Nägeli (* 26. Oktober 1881 in Zürich; † 14. Mai 1965 ebenda), reformiert, heimatberechtigt in Zürich war ein Schweizer Bundesrichter.

## Leben
Walter Nägeli kam am 26. Oktober 1881 als Sohn des Kaufmanns Walter Nägeli senior und der Anna Maria geborene a Marca zur Welt. Nach Schulbesuchen in Basel nahm Walter Nägeli ein Studium der Rechte an der Universität Basel und der Universität Leipzig auf, das er im Jahr 1904 in Basel mit dem Erwerb des akademischen Grades eines Dr. iur. abschloss.
Im Anschluss daran war Walter Nägeli zunächst ab 1905 als Rechtsanwalt in Zürich, ab 1909 als Sekretär des Obergerichts, ab 1911 als Bezirksrichter, von 1912 bis 1917 als Bundesgerichtssekretär, später als Bundesgerichtsschreiber und schliesslich von 1933 bis 1952 als Bundesrichter, davon ab 1951 als Präsident, tätig. Nägeli, Mitglied der Freisinnig-Demokratischen Partei, übte maßgeblichen Einfluss auf die formelle Gestaltung der Rechtsprechung in der Schweiz aus.
Walter Nägeli heiratete im Jahr 1910 Anna Wilhelmine, die Tochter des Mechanikers Johann Konrad Nabholz. Er verstarb am 14. Mai 1965 im Alter von 83 Jahren in Zürich.